# Moiré (Rhône)
Moiré is een gemeente in het Franse departement Rhône (regio Auvergne-Rhône-Alpes) en telt 178 inwoners (1999). De oppervlakte bedraagt 2,03 km², de bevolkingsdichtheid is 87 inwoners per km².

## Demografie
Onderstaande figuur toont het verloop van het inwonertal (bron: INSEE-tellingen).

1. ↑  Populations de référence 2022.